# Решёточная модель (физика)
Решёточная модель — физическая или даже математическая модель, определённая на дискретной решётке, в противоположность непрерывному континууму пространства или пространства-времени. Решёточные модели изначально появились в контексте физики конденсированного состояния, когда атомы кристалла самостоятельно формируют кристаллическую решётку.
В настоящее время решёточные модели довольно популярны в теоретической физике по многим причинам. Некоторые модели имеют точное решение, и таким образом дают возможность понимания физики за пределами того, что может быть изучено в рамках теории возмущений. Решёточные модели также идеально подходят для исследования методами вычислительной физики, поскольку дискретизация любой модели континуума автоматически превращает это в решёточную модель.
Примерами решёточных моделей в физике конденсированного вещества являются модель Изинга, модели типа льда, модели Поттса и Эшкина — Теллера, модель XY, решётка Тода, модель Блюма — Эмери — Гриффитса. Точное решение многих из этих моделей, в случае если они имеют решение, включает присутствие солитонов. Методы их решения включают метод обратной задачи рассеяния, метод пар Лакса, уравнение Янга-Бакстера и квантовые группы. Решение этих моделей сделало возможным проникнуть в суть природы фазовых переходов, намагничивания и критического поведения, так же как и возможным проникновения в суть природы квантовой теории поля.
Физические решёточные модели часто являются аппроксимацией непрерывной континуальной теории, либо для введения в теорию ультрафиолетового обрезания, чтобы избежать расходимостей, либо для применения численных методов. Примерами континуальной теории, которая широко изучена решёточными моделями, являются решёточная модель КХД — дискретизация квантовой хромодинамики, или метод решёточных уравнений Больцмана — дискретизация уравнений гидродинамики.
Более широкие области для исследования представляют собой решёточная калибровочная теория и решёточная теория поля. Решёточные модели также применяются, чтобы моделировать структуру и динамику полимеров. Примеры таких моделей включают bond fluctuation model и 2nd model[уточнить].